# 菁盛乡
菁盛乡，是中华人民共和国广西壮族自治区河池市都安瑶族自治县下辖的一个乡镇级行政单位。

## 行政区划
菁盛乡下辖以下地区：
菁盛村、地洲村、三并村、内曹村、登立村、新成村、义德村、尚文村、隆德村、东成村、福德村、文华村和加禾村。